# Binstead
Binstead – wieś w Anglii, na wyspie Wight. Leży 8 km na północny wschód od miasta Newport i 114 km na południowy zachód od Londynu. W 2004 miejscowość liczyła 1663 mieszkańców.